# Темьянь
Темья́нь — деревня в Заокском районе Тульской области России.
В рамках административно-территориального устройства входит в Страховский сельский округ Заокского района, в рамках организации местного самоуправления включается в Страховское сельское поселение.

## География
Расположена в 2 км к западу от райцентра — пгт Заокский. Примыкает к посёлку Темьянский, деревне Скрипово. Ближайшая станция пригородных поездов — Тарусская.

## Население
| 2002 | 2010 |
| ---- | ---- |
| 154  | ↗518 |

## История
Ранее деревня входила в церковный приход села Уньки. На момент отмены крепостного права сельцом владел помещик Алексей Дмитриевич Степанов. На 1857 год Темьянь — сельцо Кошкинской волости Алексинского уезда Тульской губернии с населением 265 человек В 1859 году в деревне насчитывалось 30 дворов. В 1914 году деревня по-прежнему входила в Кошкинскую волость Алексинского уезда Тульской губернии. По данным переписи населения 2010 года население деревни — 518 человек.

## Археология
В 2003 году было проведено сплошное обследование нижнего течения реки Скнижка, протекающей вблизи деревни. В ходе работ были найдены древние поселения.
В Заокском р-не Тульской обл. было проведено сплошное обследование нижнего течения р. Скнижка в районе деревень Бутиково, Темьянь, Выдумки и Поленово. В ходе работ были найдены поселения Темьянь 2 (XI—XII вв.), Выдумки 1 (ранний железный век), Поленово 1, 2 (ХI-ХVII вв.), Бутиково 1 (ХIV — XVII вв.)

## Инфраструктура
Деревня газифицирована.
Уличная сеть
- Александровская ул.
- Кленовая ул.
- Крымская ул.
- Луговая ул.
- ул. Марьинка
- Новая ул.
- Павловская ул.
- ул. Строителей
- Цветочная ул.
- Центральная ул.
- Ярославская ул.
- Заповедная ул.